# Partido de Unidad Popular (Chile)
Partido de Unidad Popular (PUP) fue un partido político chileno de izquierda.

## Historia
Estuvo conformado principalmente por antiguos miembros del Partido Radical que decidieron abandonar el partido. Fue fundado a fines de 1952 con tal de presentar candidaturas a las elecciones parlamentarias del año siguiente.Su primera directiva estuvo conformada por Luis Armando Rodríguez Quezada (presidente), Luis Enrique González Cabrera (vicepresidente) y José Rubilar Sepúlveda (secretario).
El partido logró elegir como diputado a Luis Martínez Saravia por la 18° Agrupación Departamental de Lebu, Arauco y Cañete; sin embargo, el partido fue disuelto poco tiempo después.

## Resultados electorales

### Elecciones parlamentarias
| Elección | Diputados | Diputados       | Diputados | Senadores    | Senadores    | Senadores |
| Elección | Votos     | % de votos      | Escaños   | Votos        | % de votos   | Escaños   |
| -------- | --------- | --------------- | --------- | ------------ | ------------ | --------- |
| 1953     | 2235      | \| \| 0,29 % \| | 1/147     | No participó | No participó | 0/45      |
|          | 0,29 %    |                 |           |              |              |           |